# Cvijet
Cvijet (lat. flos), preobraženi je dio izdanka, koji nosi rasplodne organe biljaka i ima organe za primamljivanje kukaca, radi oprašivanja.

## Sastavni dijelovi cvijeta
- Cvjetište - (lat. receptaculum), nosi na sebi ostale dijelove cvijeta, može biti čunjasto prošireno, pločasto prošireno ili vrčasto udubljeno
- Ocvijeće - (lat. perianthium), sastoji se od čaške s lapovima i vjenčića s laticama
- Prašnici - (lat. andreceum), preobraženi su mikrosporofili, sastoje se od prašničke niti (filamenta), koji na svom vrhu nosi dvije antere ili polenovnice, antere su na filament pričvršćene pomoću veze ili konektiva
- Tučak - (lat. gyneceum), može biti samo jedan ili ih ima više, sastavni dijelovi su: plodnica, vrat i njuška tučka

- Lapovi
- Latice

## Spol cvijeta
Cvijet koji sadrži sve navedene dijelove je dvospolan i ima jasno istaknut vjenčić za primamljivanje kukaca pa se oprašivanje dvospolnih cvjetova vrši pomoću kukaca.
Mnogi cvjetovi kritosjemjenjača, koje su bile u nepovoljnim uvjetima za oprašivanje kukcima, izgubili su vjenčić i postali su jednospolni cvjetovi, što sprječava samooplodnju. Svi cvjetovi golosjemenjača su jednospolni.

## Cvijet kritosjemenjača
Svojim organima za primamljivanje oprašivača aktivno pridonosi uspjehu oplodnje i ne prepušta mikrospore slučaju u procesu oprašivanja. Što više pojedini su se cvjetovi, prilagodili točno određenim vrstama oprašivača i privlače ih bojom, mirisom ili oblikom.

## Cvijet golosjemenjača
Uvijek su jednospolni, pretežno sitni, jednostavno građeni bez ocvijeća. Ženski cvjetovi mnogih četinjača smješteni su u gornjem dijelu krošnje, a muški više u donjem dijelu. Muški cvjetovi su u obliku resa i češera, dok ženski imaju oblik češera.
Rasplodni organi golosjemenjača još ne sudjeluju aktivno u procesu oprašivanja, već mikrospore oslobađaju u slobodnu prirodu pa je pronalaženje i sastajanje mikrospora sa ženskim rasplodnim organima rijetko. Da se taj nedostatak nadoknadi, proizvode se mikrospore u vrlo velikim količinama, što je znatno rasipanje vrlo kvalitetnoga materijala. Zbog toga, rasplodni organi golosjemenjača nisu dostigli organizaciju, koju ima cvijet.

## Vanjske poveznice
- Cvijet info
- Poljoprivredni fakultet u Osijeku  Arhivirana inačica izvorne stranice od 17. kolovoza 2011. (Wayback Machine) Građa generativnih biljnih organa
- Šumarski fakultet u Zagrebu  Arhivirana inačica izvorne stranice od 9. lipnja 2015. (Wayback Machine) Ivo Trinajstić: Sistematika bilja - stablašice